# Halocarpus bidwillii
Halocarpus bidwillii — хвойна рослина родини подокарпових. Латинська видова назва надана на честь Джона Керна Бідвіля (John Carne Bidwill, 1815—1853) — раннього збирача рослин у Новій Зеландії.

## Опис
Широкий чи прямостоячий, розгалужений чагарник, а іноді й невелике дерево до 3,5 м заввишки, з коротким стовбуром до 38 см у діаметрі. Іноді горизонтальні гілки утворюють коріння, що призводить до кільця "кущів" навколо батька. Таким чином розвивається широкий міні ліс з появою величезного, низького дерева або чагарника. Батьківське дерево може загинути, залишивши своє потомство недоторканим і процвітаючим. Кора тонка, червонувата. Листки неповнолітніх рослин товсті, шкірясті, 5–10 × 1–1,5 мм, жорсткі, без черешків, але з вираженою серединною жилою знизу. Листки дорослих рослин лускоподібні, 1–2 мм довжиною, товсті, шкірясті. Пилкові шишки поодинокі, верхівкові, ≈ 3–5 мм завдовжки. Насіння 2–3 мм завдовжки, субяйцеподібне, стиснене, з принасінниками від білого до жовтуватого кольору.

## Поширення, екологія
Країни поширення: Нова Зеландія (Пн., Пд. о-ви.). Вид може утворювати великі зарості, що стеляться по відкритому, кам'янистому ґрунті або на болотистих луках. В північних частинах ареалу це гірський чи субальпійський чагарник, що росте між 600 і 1500 м над рівнем моря, але на крайньому півдні на острові Стюарт росте до приблизно рівня моря. Він може бути пов'язаний з Halocarpus biformis, Podocarpus nivalis, Phyllocladus trichomanoides var. alpinus, Gaultheria depressa, Cassinia vauvilliersii в центральній частині Північного острова в подібних відкритих місцях проживання, або з подокарповими деревами, як Prumnopitys taxifolia, Prumnopitys ferruginea і Manoao colensoi у відкритому хвойного лісі на більш низьких висотах південніше.

## Використання
Цей чагарник рідко зустрічається в вирощуванні.

## Загрози та охорона
Ніяких конкретних загроз виявлено не було. Цей вид представлений в ряді захищених областей в усьому ареалі.